# Stadtsparkasse Remscheid
Die Stadtsparkasse Remscheid ist eine öffentlich-rechtliche Sparkasse mit Sitz in Remscheid in Nordrhein-Westfalen. Ihr Geschäftsgebiet ist die Stadt Remscheid.

## Organisationsstruktur
Die Stadtsparkasse Remscheid ist eine Anstalt des öffentlichen Rechts. Rechtsgrundlagen bilden das Sparkassengesetz Nordrhein-Westfalen und die durch den Verwaltungsrat der Sparkasse erlassene Satzung. Organe der Sparkasse sind gemäß § 9 SpkG der Verwaltungsrat und der Vorstand.
Neben der Hauptstelle bestehen zahlreiche weitere Geschäftsstellen, SB-Stellen und Geldautomaten-Standorte. Ergänzende Vertriebsbereiche sind das S-Vermögensmanagement inklusive Private Banking, die Firmenkundenberatung und das Immobiliencenter.

## Geschäftsausrichtung
Die Stadtsparkasse Remscheid betreibt das Universalbankgeschäft. Sie ist Marktführer in Remscheid im Privat- und Firmenkundengeschäft. Im Verbundgeschäft arbeitet die Stadtsparkasse Remscheid mit der Provinzial Rheinland Versicherung, der LBS, der DekaBank, der Helaba und der Deutsche Leasing und der S-Kreditpartner zusammen.Die Stadtsparkasse Remscheid wies im Geschäftsjahr 2023 eine Bilanzsumme von 1,628 Mrd. Euro aus und verfügte über Kundeneinlagen von 1,306 Mrd. Euro. Gemäß der Sparkassenrangliste 2023 liegt sie nach Bilanzsumme auf Rang 265. Sie unterhält 5 Filialen/Selbstbedienungsstandorte und beschäftigt 272 Mitarbeiter.

## Gesellschaftliches Engagement
Die Sparkasse unterstützt Aktivitäten aus den Bereichen Soziales, Kultur und Sport und hat zu diesem Zweck 1991 eine eigene Stiftung gegründet, die jährlich ca. 200.000 Euro an Projekte und Institutionen in und für Remscheid vergibt.

## Geschichte
Am 28. April 1841 begann die „Sparkasse in Remscheid“ ihre Geschäfte. In der ersten Zeit wurden die Geschäftsstunden noch im Rathaus abgehalten, später mietete sie eigene Geschäftsräume.
Der gestiegene Geschäftsumfang machte 1885 die Verlegung der Sparkassenräume von der heutigen Daniel-Schürmann-Straße in die Brüderstraße notwendig und 1896 in die Schützenstraße. Nach Fertigstellung des Rathausneubaus 1906 bezog die Sparkasse die dort eigens für sie hergerichteten Räume mit feuer- und diebstahlsicheren Tresoren.
Nach dem Ersten Weltkrieg waren die Kassenräume im Rathaus den Anforderungen des gestiegenen Geschäftsvolumens nicht mehr gewachsen. 1919 wurden daher zwei an das Rathaus angrenzende Privathäuser für die Sparkasse erworben und umgebaut. Am 1. November 1922 wurde zudem im Stadtteil Handweiser die erste Zweigstelle eröffnet. Weitere Zweigstellen wurden 1926 im Stadtteil Hasten und der benachbarten Gemeinde Burg a.d. Wupper eingerichtet.
Zur selben Zeit wie in Remscheid erfolgte auch im benachbarten Lennep die Gründung einer Sparkasse. Am 1. September 1841 nahm die Sparkasse Lennep ihre Geschäfte auf. In Lüttringhausen wurde 1862 die Errichtung einer Sparkasse beschlossen. Im Zuge der kommunalen Neugliederung am 1. August 1929 wurden die bisher eigenständigen Städtischen Sparkassen in Remscheid, Lennep und Lüttringhausen zur „Städtischen Sparkasse zu Remscheid“ vereinigt.
Mit dem wachsenden Geschäftsumfang wurde ein Sparkassen-Neubau erforderlich. Nach knapp zweijähriger Bauzeit weihte die Sparkasse im März 1938 das neue Geschäftsgebäude der Hauptstelle gegenüber dem Rathaus ein.
Beim Luftangriff 1943 brannte die Hauptstelle aus. Den Geschäftsbetrieb hielten die Mitarbeiter in den Kellerräumen aufrecht, bis Kassenhalle und Nebenräume notdürftig wieder eingerichtet waren.
Die Änderung des Sparkassengesetzes im Jahr 1958 bedingte eine Neufassung der Statuten der Sparkasse und die gleichzeitige Änderung des Namens in „Stadtsparkasse Remscheid“. Im Jahr 1966 erfolgte der Umzug in das heutige Hauptstellengebäude an der Alleestraße.
In den folgenden Jahren erfolgte die Errichtung weiterer Geschäftsstellen, um dem prognostizierten Anstieg der Einwohnerzahlen gerecht zu werden. So wurden zwischen 1958 und 1985 insgesamt 10 neue Standorte aufgebaut.
1991 feierte die Stadtsparkasse Remscheid ihr 150-jähriges Jubiläum. Zu diesem Anlass gründete sie eine gemeinnützige Stiftung, die heute unter dem Namen „Stiftung der Stadtsparkasse Remscheid“ firmiert.
Parallel zum technischen Fortschritt wurden die Geschäftsstellen fortlaufend mit modernen SB-Geräten, wie z. B. Kontoauszugsdruckern und Geldautomaten, ausgestattet.
Seit Mitte der neunziger Jahre bietet das Online Banking den Sparkassenkunden die Möglichkeit, ihre Finanzgeschäfte über das Internet zu erledigen.
Im November 2003 eröffnete die Stadtsparkasse Remscheid in der Alleestraße ihr Kompetenzzentrum rund um die Immobilie. Seitdem begleitet ein Team aus Maklern und Baufinanzierern viele Kunden beim Kauf und Verkauf, der Finanzierung und Modernisierung ihrer Immobilie. Im Laufe der Jahre ist das ImmobilienCenter der Stadtsparkasse Remscheid Marktführer bei Immobilienvermittlungen und Baufinanzierungen geworden.
Am 28. April 2016 feierte die Stadtsparkasse Remscheid unter dem Motto „Für Sie. Für uns. Für Remscheid“ ihr 175-jähriges Jubiläum.